# 영국 기독교당
영국 기독교당(영어: Christian Party)은 영국의 우파 정당으로 2005년에 설립했다.

## 같이 보기
- 기독교 인민동맹